# Maraca fossata
Maraca fossata är en kackerlacksart som beskrevs av Morgan Hebard 1926. Maraca fossata ingår i släktet Maraca och familjen småkackerlackor. Inga underarter finns listade i Catalogue of Life.